# Anosia ferruginea
Anosia ferruginea är en fjärilsart som beskrevs av Butler 1876. Anosia ferruginea ingår i släktet Anosia och familjen praktfjärilar. Inga underarter finns listade i Catalogue of Life.